# 鬼道 (宗教)
鬼道，是儒教对異教泛称，从事者拥有惑人妖术。

## 本土異教
张鲁据汉中，以鬼道教民，自号"师君"。
道士李脱者，妖术惑众，自言八百岁，故号李八百。自中州至建邺，以鬼道疗病，又署人官位，时人多信事之。弟子李弘养徒灊山，云应谶当王。
李应之阅白丁于管内，别置新军，起第于博陵坊，面开一门，动皆鬼道。
張麗華好厌魅之术，假鬼道以惑后主，置淫祀于宫中，聚诸妖巫使之鼓舞。
时有女巫蔡氏，以鬼道惑众，自云能令死者复生，市里以为神明，仁会验其假妄，奏请徙边。
时秘书员外监郑普思谋为妖逆，雍、岐二州妖党大发，瑰收普思系狱考讯之。普思妻第五氏以鬼道为韦庶人所宠，居止禁中，由是中宗特敕慰谕瑰，令释普思之罪。
由是政教不行，礼义大坏，鬼道（佛教）炽盛，视王者之法，蔑如也。
先王礼乐之官与异端鬼道之居孰正孰邪，三纲五常之教与无父无君之教孰利孰害，今佛老之言大郡以千计，中郡不下数十，学校教养郡县仅一置焉而附郭之县或不复有，其盛衰多寡相絶如此则其邪正利害之际亦已明矣。

## 邪馬台國
|  | 其國本亦以男子為王 住七八十年 倭國亂 相攻伐歴年 乃共立一女子為王 名曰卑彌呼 事鬼道 能惑衆 年已長大 無夫婿 有男弟佐治國 自為王以來 少有見者 以婢千人自侍 唯有男子一人給飲食 傳辭出入 居處宮室樓觀 城柵嚴設 常有人持兵守衛。 |

弥生末期的戰爭就是所谓倭國大亂，卑彌呼是日本原始神道领袖，在原始母系社會，由法力高深的卑彌呼稱王，並故作神秘狀，半隱居而由其兄弟執政，進入氏族父系後，才出現女生不能作神主只能作巫女、齋王的情形。

## 爪哇國
其本国人最污秽，好啖蛇蚁虫蚓，与犬同寝食，状黝黑，猱头赤脚。崇信鬼道。杀人者避之三日即免罪。父母死，舁至野，纵犬食之；不尽，则大戚，燔其余。妻妾多燔以殉。